# Piranga flava
A Piranga flava  a madarak osztályának verébalakúak (Passeriformes) rendjébe és a  kardinálispintyfélék (Cardinalidae) családjába tartozó faj.

## Rendszerezése
A fajt Louis Pierre Vieillot francia ornitológus írta le 1822-ben, a Saltator nembe Saltator Flavus néven.

## Alfajai
- Piranga flava flava (Vieillot, 1822)
- Piranga flava macconnelli C. Chubb, 1921
- Piranga flava rosacea Todd, 1922
- Piranga flava saira (von Spix, 1825)[2]

## Előfordulása
Argentína, Bolívia, Brazília, Francia Guyana, Guyana, Paraguay, Suriname és Uruguay területén honos. Természetes élőhelyei a szubtrópusi vagy trópusi síkvidéki és hegyi esőerdők, mocsári erdők, lombhullató erdők és szavannák, valamint másodlagos erdők. Vonuló faj.

## Megjelenése
Testhossza 18 centiméter, testtömege 30-40 gramm.
|  |

## Természetvédelmi helyzete
Az elterjedési területe rendkívül nagy, egyedszáma pedig ismeretlen. A Természetvédelmi Világszövetség Vörös listáján nem fenyegetett fajként szerepel.